# Henryite
La henryite è un minerale.